# Саломан Троку
Саломан Мануел Троку (порт. Salomão Manuel Troco, нар. 10 травня 1992, Луанда), відомий як Паїзу (порт. Paízo) — ангольський футболіст, лівий захисник клубу «Примейру де Агошту» і національної збірної Анголи.

## Клубна кар'єра
У дорослому футболі дебютував 2012 року виступами за «Примейру де Агошту». Вже по ходу наступного сезону став основним виконавцем на лівому фланзі захисту команди. Протягом 2016—2019 років допоміг їй чотири рази поспіль вигравати першість Анголи. 

## Виступи за збірну
2013 року дебютував в офіційних матчах у складі національної збірної Анголи.
Був основним лівим захисником збірної на Кубку африканських націй 2019 в Єгипті, де взяв участь у всіх іграх групового етапу, який його команді подолати не вдалося.

## Титули і досягнення
- Чемпіон Анголи (4):

«Примейру де Агошту»: 2016, 2017, 2018, 2019